# Arisaema grapsospadix
Arisaema grapsospadix (лат.) — многолетнее травянистое растение, вид рода Аризема (Arisaema) семейства Ароидные (Araceae).

## Ботаническое описание
Корневище продолговато-яйцевидное, 3—5 см длиной, 1,5—2,2 см в диаметре.

### Листья
Листьев два или три. Черешки 18—30 см длиной, на 13—25 см вложенные во влагалища, формирующие ложный стебель, блекло-пурпурово-зелёные с тёмно-пурпуровыми и оранжевыми пятнами, окружённые несколькими катафиллами. Листовая пластинка состоит из трёх или пяти листочков; листочки в основании от округлённых до клиновидных, с цельными краями, на вершине от острых до заострённых, часто с остриём; центральный листочек с черешочком 1—2,5 см длиной, от эллиптического до ланцетовиного; боковые листочки с черешочками 3—10 мм длиной, от ланцетовидных до продолговатых, наклонные в основании.

### Соцветия и цветки
Покрывало зеленоватое с обеих сторон, с полулунным белым пятном у горловины; трубка цилиндрическая, (3)4—6 см длиной и 1—1,7 см шириной; пластинка треугольно-овальная, 1,5—2 см шириной, на вершине острая.
Початок двуполый у зрелых растений. Женская зона около 2,5 см длиной и 5 мм в диаметре; завязь косо-конически-обратнояйцевидная; рыльце полусидячее, опушённое; семяпочки четыре; мужская зона около 1,8 см длиной, 4—5 мм в диаметре; синандрий слабый, из трёх тычинок; пыльники лопающиеся двумя верхушечными порами. Придаток узкопирамидальный, 6—7 см длиной, конец на длине 1,2—2 см покрыт нитевидными стерильными цветками около 3 мм в диаметре.
Цветёт в марте.

### Плоды
Плоды — красные, конически-яйцевидные ягоды. Семян два или три, кремово-жёлтые с тёмно-пурпуровыми пятнами.
Плодоносит в июле.

## Распространение
Встречается в  Китае (Фуцзянь), на Тайване.
Растёт на высоте от низин до средних возвышенностей.